# Julian Ochorowicz

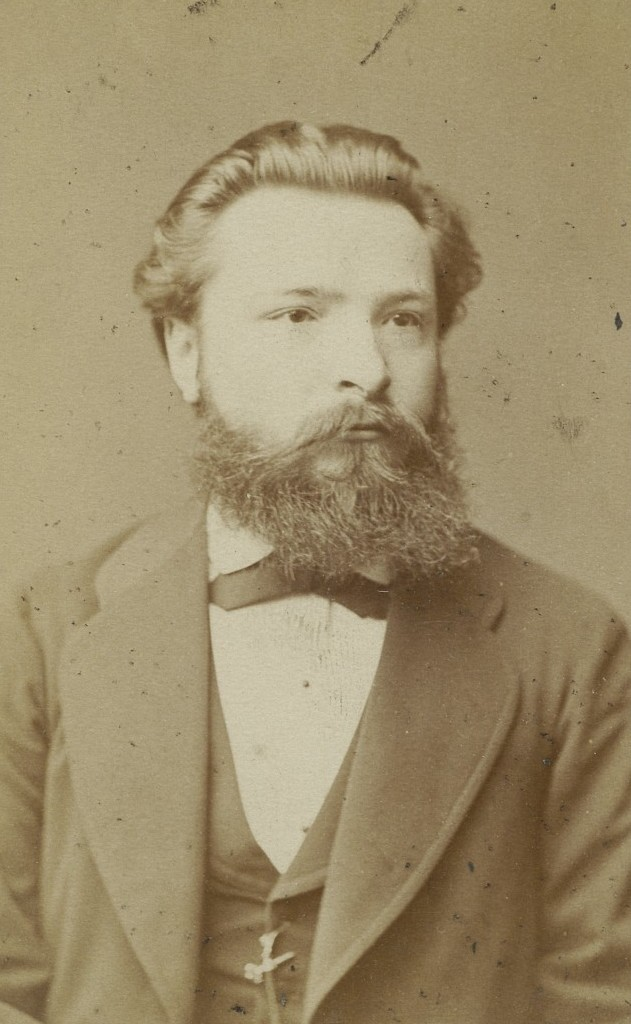
Julian Ochorowicz

Julian Leopold Ochorowicz (['juljan lɛˈɔpɔld ɔxɔˈrɔvit͡ʂ]; bên ngoài Ba Lan còn được gọi là Julien Ochorowitz; Radzymin, 23 tháng 2 năm 1850 - 1 tháng 5 năm 1917, Warsaw) là một nhà triết học, nhà tâm lý học, nhà phát minh người Ba Lan (tiền thân của đài phát thanh và truyền hình ), nhà thơ, nhà công luận và là người dẫn đầu của Chủ nghĩa Thực chứng tại Ba Lan.